# Final de la Liga de Campeones de la OFC 2013
La final de la Liga de Campeones de la OFC 2013 fue el último encuentro de la competición y el que definió al campeón oceánico.
Con el cambio en el formato del torneo, el partido se jugó en una sede predeterminada antes de conocer a los clubes involucrados, hecho que no sucedía desde la edición de 2006. Dicha sede fue Auckland, la ciudad más poblada de Nueva Zelanda. El encuentro tuvo lugar en el Mount Smart Stadium el 19 de mayo de 2013.
Ambos clasificados para el partido provienen de Nueva Zelanda. Fue la primera vez en la historia del máximo torneo oceánico de clubes en que dos equipos del mismo país juegan la final. Estos equipos son el Auckland City, segundo del grupo B que venció al Ba de Fiyi en la semifinal, y el Waitakere United, primero del grupo B, que superó en la semifinal al Amicale FC vanuatuense, por lo que este encuentro fue una edición del clásico de Auckland.
El Auckland consiguió la clasificación a la Copa Mundial de Clubes de la FIFA 2013 al ganar por 2-1 con goles de Adam Dickinson y Alex Feneridis, mientras que el descuento para el Waitakere lo marcó Chad Coombes.

## Camino a la final

### Auckland City
| Fecha                                                                  | Fase      | Sede                        | Equipo                        | Equipo           | Resultado | Equipo                        | Equipo           |
| ---------------------------------------------------------------------- | --------- | --------------------------- | ----------------------------- | ---------------- | --------- | ----------------------------- | ---------------- |
| 30 de marzo                                                            | Grupo B   | Numa-Daly Magenta, Numea    | Bandera de Nueva Caledonia    | AS Mont-Dore     | 0 - 2     | Bandera de Nueva Zelanda      | Auckland City    |
| 7 de abril                                                             | Grupo B   | Fred Taylor Park, Whangarei | Bandera de Nueva Zelanda      | Waitakere United | 1 - 3     | Bandera de Nueva Zelanda      | Auckland City    |
| 13 de abril                                                            | Grupo B   | Kiwitea Street, Auckland    | Bandera de Nueva Zelanda      | Auckland City    | 12 - 2    | Bandera de Nueva Caledonia    | AS Mont-Dore     |
| 17 de abril                                                            | Grupo B   | Kiwitea Street, Auckland    | Bandera de Nueva Zelanda      | Auckland City    | 1 - 3     | Bandera de Polinesia Francesa | AS Dragon        |
| 21 de abril                                                            | Grupo B   | Kiwitea Street, Auckland    | Bandera de Nueva Zelanda      | Auckland City    | 0 - 1     | Bandera de Nueva Zelanda      | Waitakere United |
| 27 de abril                                                            | Grupo B   | Pater Te Hono Nui, Papeete  | Bandera de Polinesia Francesa | AS Dragon        | 1 - 1     | Bandera de Nueva Zelanda      | Auckland City    |
| Auckland City avanzó a semifinales, segundo en su grupo con 10 puntos. |           |                             |                               |                  |           |                               |                  |
| 5 de mayo                                                              | Semifinal | Kiwitea Street, Auckland    | Bandera de Nueva Zelanda      | Auckland City    | 6 - 1     | Bandera de Fiyi               | Ba FC            |
| 11 de mayo                                                             | Semifinal | Govind Park, Ba             | Bandera de Fiyi               | Ba FC            | 0 - 1     | Bandera de Nueva Zelanda      | Auckland City    |
| Auckland City avanzó a la final tras ganar por un global de 7-1.       |           |                             |                               |                  |           |                               |                  |

### Waitakere United
| Fecha                                                                     | Fase      | Sede                        | Equipo                        | Equipo           | Resultado | Equipo                        | Equipo           |
| ------------------------------------------------------------------------- | --------- | --------------------------- | ----------------------------- | ---------------- | --------- | ----------------------------- | ---------------- |
| 30 de marzo                                                               | Grupo B   | Fred Taylor Park, Whangarei | Bandera de Nueva Zelanda      | Waitakere United | 0 - 0     | Bandera de Polinesia Francesa | AS Dragon        |
| 7 de abril                                                                | Grupo B   | Fred Taylor Park, Whangarei | Bandera de Nueva Zelanda      | Waitakere United | 1 - 3     | Bandera de Nueva Zelanda      | Auckland City    |
| 12 de abril                                                               | Grupo B   | Pater Te Hono Nui, Papeete  | Bandera de Polinesia Francesa | AS Dragon        | 0 - 1     | Bandera de Nueva Zelanda      | Waitakere United |
| 17 de abril                                                               | Grupo B   | Fred Taylor Park, Whangarei | Bandera de Nueva Zelanda      | Waitakere United | 3 - 1     | Bandera de Nueva Caledonia    | AS Mont-Dore     |
| 21 de abril                                                               | Grupo B   | Kiwitea Street, Auckland    | Bandera de Nueva Zelanda      | Auckland City    | 0 - 1     | Bandera de Nueva Zelanda      | Waitakere United |
| 28 de abril                                                               | Grupo B   | Numa-Daly Magenta, Numea    | Bandera de Nueva Caledonia    | AS Mont-Dore     | 2 - 3     | Bandera de Nueva Zelanda      | Waitakere United |
| Waitakere United avanzó a semifinales, primero en su grupo con 13 puntos. |           |                             |                               |                  |           |                               |                  |
| 4 de mayo                                                                 | Semifinal | Korman Stadium, Port Vila   | Bandera de Vanuatu            | Amicale FC       | 0 - 2     | Bandera de Nueva Zelanda      | Waitakere United |
| 12 de mayo                                                                | Semifinal | Fred Taylor Park, Whangarei | Bandera de Nueva Zelanda      | Waitakere United | 2 - 1     | Bandera de Vanuatu            | Amicale FC       |
| Waitakere United avanzó a la final tras ganar por un global de 4-1.       |           |                             |                               |                  |           |                               |                  |

## Ficha del partido
| 12    | Guardameta     | Tamati Williams    |       |
| 7     | Defensa        | James Pritchett    |       |
| 15    | Defensa        | Ivan Vicelich      |       |
| 19    | Defensa        | Mario Bilen        |       |
| 3     | Defensa        | Takuya Iwata       |       |
| 13    | Centrocampista | Alex Feneridis     | 88'   |
| 8     | Centrocampista | Chris Bale         | 90+4' |
| 16    | Centrocampista | Albert Riera Vidal |       |
| 14    | Delantero      | Adam Dickinson     |       |
| 9     | Delantero      | Manel Expósito     |       |
| 11    | Delantero      | Daniel Koprivcic   | 55'   |
| D. T. | D. T.          | Ramon Tribulietx   |       |

| 1     | Guardameta     | Danny Robinson |     |
| 2     | Defensa        | Aaron Scott    |     |
| 6     | Defensa        | Matt Cunneen   |     |
| 5     | Defensa        | Brian Shelley  |     |
| 4     | Defensa        | Tim Myers      |     |
| 18    | Centrocampista | Sam Matthews   | 76' |
| 17    | Centrocampista | Jake Butler    |     |
| 8     | Centrocampista | Chad Coombes   |     |
| 10    | Delantero      | Allan Pearce   | 53' |
| 12    | Delantero      | Roy Krishna    |     |
| 20    | Delantero      | Ryan de Vries  |     |
| D. T. | D. T.          | Paul Marshall  |     |

| 5  | Defensa        | Darren White  | 55'   |
| 4  | Centrocampista | Adam McGeorge | 88'   |
| 22 | Defensa        | Andrew Milne  | 90+4' |

| 27 | Centrocampista | Chris Palmer  | 53' |
| 16 | Centrocampista | Daniel Morgan | 76' |

| Anotado | 16' | Adam Dickinson | 1-0 |
| Anotado | 20' | Alex Feneridis | 2-0 |

| Anotado | 39' | Chad Coombes | 2-1 |

| Amonestado | 43'   | Alex Feneridis     |
| Amonestado | 45+2' | Albert Riera Vidal |
| Amonestado | 63'   | Manel Expósito     |
| Amonestado | 90+4' | Adam Dickinson     |

| Amonestado           | 31' | Tim Myers |
| Otorgado · Expulsado | 59' | Tim Myers |

| Árbitro        | Peter O'Leary     |
| Asistentes     | Jan-Hendrik Hintz |
| Asistentes     | Ravinesh Kumar    |
| Cuarto árbitro | Norbert Hauata    |

| 12    | Guardameta     | Tamati Williams    |       |
| 7     | Defensa        | James Pritchett    |       |
| 15    | Defensa        | Ivan Vicelich      |       |
| 19    | Defensa        | Mario Bilen        |       |
| 3     | Defensa        | Takuya Iwata       |       |
| 13    | Centrocampista | Alex Feneridis     | 88'   |
| 8     | Centrocampista | Chris Bale         | 90+4' |
| 16    | Centrocampista | Albert Riera Vidal |       |
| 14    | Delantero      | Adam Dickinson     |       |
| 9     | Delantero      | Manel Expósito     |       |
| 11    | Delantero      | Daniel Koprivcic   | 55'   |
| D. T. | D. T.          | Ramon Tribulietx   |       |

| 1     | Guardameta     | Danny Robinson |     |
| 2     | Defensa        | Aaron Scott    |     |
| 6     | Defensa        | Matt Cunneen   |     |
| 5     | Defensa        | Brian Shelley  |     |
| 4     | Defensa        | Tim Myers      |     |
| 18    | Centrocampista | Sam Matthews   | 76' |
| 17    | Centrocampista | Jake Butler    |     |
| 8     | Centrocampista | Chad Coombes   |     |
| 10    | Delantero      | Allan Pearce   | 53' |
| 12    | Delantero      | Roy Krishna    |     |
| 20    | Delantero      | Ryan de Vries  |     |
| D. T. | D. T.          | Paul Marshall  |     |

| 5  | Defensa        | Darren White  | 55'   |
| 4  | Centrocampista | Adam McGeorge | 88'   |
| 22 | Defensa        | Andrew Milne  | 90+4' |

| 27 | Centrocampista | Chris Palmer  | 53' |
| 16 | Centrocampista | Daniel Morgan | 76' |

| Anotado | 16' | Adam Dickinson | 1-0 |
| Anotado | 20' | Alex Feneridis | 2-0 |

| Anotado | 39' | Chad Coombes | 2-1 |

| Amonestado | 43'   | Alex Feneridis     |
| Amonestado | 45+2' | Albert Riera Vidal |
| Amonestado | 63'   | Manel Expósito     |
| Amonestado | 90+4' | Adam Dickinson     |

| Amonestado           | 31' | Tim Myers |
| Otorgado · Expulsado | 59' | Tim Myers |

| Árbitro        | Peter O'Leary     |
| Asistentes     | Jan-Hendrik Hintz |
| Asistentes     | Ravinesh Kumar    |
| Cuarto árbitro | Norbert Hauata    |

| Bandera de Nueva Zelanda         |
| Campeón Auckland City 5.º título |